# Charles Batteux
Charles Batteux (ur. 6 maja 1713 w Vouziers w Ardenach, zm. 14 lipca 1780 w Paryżu) – francuski filozof, znany zwłaszcza jako autor pism z zakresu estetyki, twórca pojęcia sztuki piękne.

## Życiorys

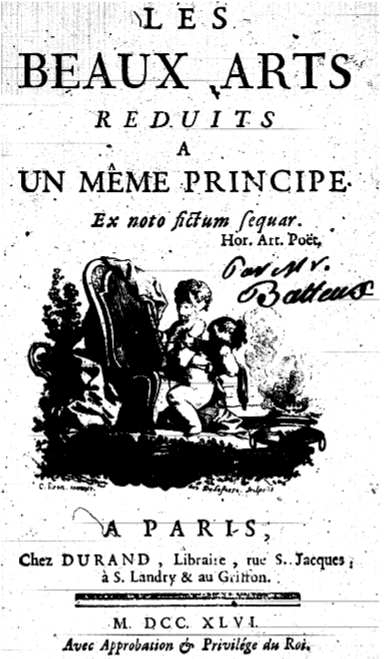
Traktat Les beaux-arts reduits 1746

Po studiach teologicznych w Reims wyjechał w 1739 roku do Paryża, następnie uczył w kolegiach w Lisieux i Nawarze, by w końcu uzyskać stanowisko nauczyciela filozofii w College de France. W 1746 opublikował traktat Les Beaux-Arts réduits a un meme principe, w którym wprowadził pojęcie sztuki piękne.
Według Batteux dziełem sztuki jest każdy przedmiot wykonany przez człowieka dla zaspokojenia jakichś jego potrzeb. Podział sztuk jest trzystopniowy: pierwszy poziom stanowią sztuki mechaniczne, które służą wytwarzaniu narzędzi i przedmiotów codziennego użytku. Drugi poziom odpowiada sztuce użytkowej (według obecnej terminologii) – wytwarzamy przedmioty użyteczne, a jednocześnie piękne. Poziom trzeci to właściwe sztuki piękne, które zajmują się wytwarzaniem przedmiotów wyłącznie dla zaspokojenia potrzeb duchowych.
Dzieło sztuki pięknej powstaje przez odpowiednie zestawienie i zagęszczenie występujących w przyrodzie elementów piękna – dźwięków, obrazów, kształtów. Tworzenie takich dzieł jest przyrodzoną potrzebą człowieka – tak, jak musimy zaspokajać potrzeby ciała, by istnieć jako istoty cielesne, musimy też zaspokajać potrzeby ducha, by istnieć jako istoty duchowe. Zestawiając ze sobą i zagęszczając występujące w naturze elementy piękna, artysta tworzy dzieła sztuki. Muzyk łączy w harmonię odgłosy świata natury, malarz łączy i zagęszcza elementy piękna przyrody.
Tym, co pozwala porządkować poszczególne doświadczenia i przypisywać je określonej idei jest smak estetyczny.
Idee Batteux spotkały się z szerokim odzewem wśród współczesnych mu teoretyków estetyki.
Reputację Batteux jako uczonego ugruntowały tłumaczenia Horacego (1750) i w roku 1754 został członkiem Akademii Napisów i Literatury, a w 1761 członkiem Akademii francuskiej. W roku 1765 wydał Cours de belles lettres, a w 1774 duży traktat Principes de la littérature. Swoje poglądy filozoficzne przedstawił w La morale d'Épicure tirée de ses propres écrits (1758), gdzie bronił poglądów Epikura i w Histoire des causes premieres (1769), która może być uznana za jedno z pierwszych dzieł z historii filozofii. Niezależność poglądów i krytyka nadużywania autorytetów doprowadziły do tego, że utracił stanowisko wykładowcy. Jego ostatnią i najszerzej zakrojoną pracą były wykłady dla uczniów szkół wojskowych Cours d'études a l'usage des éleves de l'école militaire w 45 tomach.